# Rolo
Rolo (Rôl o Rōl in dialetto reggiano) è un comune italiano di 4 034 abitanti della provincia di Reggio Emilia in Emilia-Romagna.
Fa parte della Bassa reggiana.

## Geografia fisica
Il comune, sito nella pianura Padana, si trova nell'estremo nord-est della provincia di Reggio Emilia.
Il territorio comunale, che per due lati e mezzo su quattro confina con la provincia di Mantova (in Lombardia) e con la provincia di Modena, è formato, oltre che dal capoluogo, dalla frazione di Tullia, per un totale di 14,02 chilometri quadrati.
Rolo confina a nord con Reggiolo e con il comune mantovano di Moglia, ad est con il comune modenese di Novi di Modena, a sud con Carpi, anch'esso sotto l'amministrazione di Modena, e ad ovest con Fabbrico.
Nel territorio comunale è presente la stazione meteorologica di Rolo, gestita dal Servizio Idrometeorologico dell'ARPA Emilia-Romagna e identificata dal codice WMO 16143 nella rete di stazioni dell'Organizzazione Meteorologica Mondiale.

## Origini del nome
Ariolas, l'antico nome di Rolo, compare per la prima volta in un diploma longobardo del 772 e sembra tragga origine dalla voce latina areola, "piccola area", riferita probabilmente ad uno spazio coltivato in mezzo a boschi o ad altre terre incolte.

## Storia

### Le origini
Centro abitato fin dall'antichità per via della sua posizione "emergente" dalla zona paludosa in cui era situato.
Le prime prove di civiltà passate sono di sicuro le tombe di origine romana trovate in casa "Lodi" e i resti della villa di campagna a pochi passi dall'ex castello.
Il territorio rolese durante l'epoca romana, dal punto di vista amministrativo, quasi certamente rientrava nella giurisdizione del municipio di Regium Lepidi.

### Il Medioevo
Nel Medioevo, invece, la popolazione tese ad agglomerarsi in nuclei abitativi, più facili da proteggere, in caso di necessità, con l'allestimento di fortificazioni: la presenza di un villaggio (Vico Rolesa) è ricordata da una carta notarile dell'anno 902. In questo periodo, i principali elementi di polarizzazione dell'insediamento e di organizzazione territoriale erano la pieve ed il castello, menzionati tuttavia solo in documenti abbastanza tardi, a partire rispettivamente dal 1070 – anno in cui la chiesa locale di San Zenone figurava fra i possedimenti di Bonifacio di Canossa – e dal 1116.
Il castello era posto in località Manfredino a sudovest dell'attuale centro abitato.
Durante l'età comunale Rolo rientrava nel contado della città di Reggio e fu teatro di scontri armati fra le opposte fazioni dei guelfi e dei ghibellini.

### La signoria di Rolo
Nei secoli successivi localmente si andò sempre più affermando il dominio di un ramo della nobile famiglia reggiana Sessi, di schieramento ghibellino, che si erano già impossessati di Rolo una prima volta nel 1153 e che erano padroni di diversi terreni nella zona. Proprio per la loro fedeltà all'Impero, nel 1304, i Sessi vennero infeudati dall'imperatore e il piccolo territorio rimase feudo direttamente dipendente dall'autorità imperiale, senza divenire parte delle signorie padane confinanti sino al 1776. Tale dinastia costruì il castello posto nella zona dell'attuale via XXV aprile attorno al quale si sviluppò il borgo e vi ampliò ulteriormente il proprio potere quando due suoi componenti, i fratelli e Azzo e Giacomo Sessi, nel 1446 ottennero dal vescovo di Reggio il diritto ereditario di nominare gli arcipreti della pieve di Rolo, il giuspatronato, privilegio che poi la comunità rolese ricevette con testamento dall'ultimo feudatario e che ancor oggi è goduto, pur se ormai solo formalmente, dal consiglio comunale. L'ultimo arciprete della pieve nominato dal consiglio comunale dopo l'esame di diverse candidature di sacerdoti della diocesi, fu don Umberto Borghi, nel 1965.
Rolo si può annoverare fra i più longevi feudi imperiali d'Italia: secondo una memoria scritta che gli stessi Sessi ci hanno lasciato, la prima concessione imperiale risalirebbe a Federico Barbarossa, nella documentazione d'archivio conservatasi si trovano invece testimonianze delle investiture ad iniziare dal 1496. I signori limitrofi tentarono in diverse epoche di impadronirsi del feudo, senza però mai riuscirvi, grazie soprattutto all'abilità politica dei Sessi e alla protezione accordata loro dall'imperatore, interessato a sfruttare, in occasione di guerre, la posizione di confine di questo minuscolo stato padano.
Nel 1776, anno in cui morì il marchese Gaetano Sessi senza lasciare eredi maschi, il territorio rolese passò sotto il diretto controllo dell'amministrazione imperiale austriaca, durante il regno di Maria Teresa.
Gli austriaci abbatterono le mura difensive e ridussero il castello ad un solo edificio, trasformato in opificio. Smantellarono il grande giardino all'italiana trasformandolo in frutteto e abbatterono le costruzioni presenti nel parco.

### L'età moderna
Aggregato al Ducato di Mantova, il paese fu inserito nel distretto del Commissariato di Gonzaga. Dopo la breve parentesi napoleonica, entrò a far parte del Regno Lombardo-Veneto, finché nel 1850 fu ceduto al Ducato di Modena e Reggio con il trattato di Milano dell'8 agosto 1849, in cambio dello spostamento del confine lombardo-modenese sulla linea di corrente del Po, poiché, fino a quel momento, i modenesi possedevano dei territori golenali oltre il Po di fronte a Boretto e Gualtieri che facevano ricadere, per un breve tratto, l'intero corso del fiume sotto la loro giurisdizione, con una conseguente entrata di denaro dovuta alle tasse per i mezzi fluviali che vi transitavano. Il cambio di governo fu traumatico per la piccola comunità rolese, vennero spezzati i secolari legami con la città virgiliana e tutto il territorio si trovò isolato dagli altri centri del nuovo stato. La parrocchia però continuava a dipendere, dal 1820, dal vescovo di Mantova e fu per questo che, su pressione del governo estense, nel 1853 il papa Pio IX emanò disposizioni per il passaggio della chiesa di Rolo alla diocesi di Carpi che si era appena formata, ciò che avvenne effettivamente solo nel 1872.

### L'Unità d'Italia
Numerosi patrioti rolesi parteciparono alle guerre d'indipendenza italiana; fra questi tre giovani volontari, i fratelli Pellegrino, Giuseppe ed Anastasio Lupazzi, che persero la vita nel 1849 combattendo con Garibaldi per difendere la Repubblica romana. Nel 1831 Ferdinando Predieri, esponente di una nobile famiglia locale, partecipò alla congiura di Ciro Menotti, venne arrestato e condannato, ma riuscì a salvarsi e a far commutare la pena. Nonostante Rolo fosse entrato nel neonato Regno d'Italia, come comune aggregato alla provincia di Reggio Emilia seguendo la suddivisione territoriale compiuta all'epoca della Repubblica Cisalpina, lo sviluppo tanto atteso non arrivò. Con la costruzione della stazione della ferrovia Modena-Verona, Rolo uscì dall'isolamento e intensificò i legami con l'antica capitale estense, tanto da chiedere l'annessione alla sua provincia con un referendum popolare nel 1901, richiesta però respinta.

### La prima guerra mondiale
Durante la prima guerra mondiale Rolo si trovò ad essere retrovia: la presenza della stazione ferroviaria della ferrovia Verona-Modena fece sì che venisse istituito un ospedale per i feriti e fu luogo di raccolta per le truppe. Durante il conflitto furono richiamati 700 rolesi di cui 64 caduti, 28 fatti prigionieri, 12 mutilati, 5 invalidi.

### La Resistenza
Nella Resistenza italiana al fascismo e nella lotta per la libertà la comunità di Rolo si è distinta partecipando con il distaccamento "Aldo" della 77ª Brigata S.A.P. a numerose azioni di rinforzo e sabotaggio (battaglia di Gonzaga, battaglia di Fabbrico, sabotaggio di Ponte Alto), fino all'estremo tributo di sangue pagato a pochi giorni dalla liberazione nell'eccidio della Righetta (15 aprile 1945), in cui persero la vita 7 partigiani del distaccamento.

### Terremoto del 2012
Rolo è stato colpito dai terremoti dell'Emilia del 2012, in particolare dalle scosse del 29 maggio e del 3 giugno, che hanno causato seri danni al centro storico, alle abitazioni e alle strutture agricole ed industriali del paese. Gravissimi i danni al Caseificio sociale Tullia.
Sono divenuti inagibili la chiesa parrocchiale (restaurata e riaperta nel novembre 2013), la Torre civica (restaurata nel 2015), la Villa Resti-Ferrari del XVIII secolo, diverse abitazioni private, il Teatro Comunale Spazio Aperto, la scuola primaria del 1928, la scuola secondaria (restaurata e riaperta nel 2012), la palestra comunale. Molte delle antiche case coloniche della campagna rolese sono state semidistrutte dal terremoto alterando per sempre il paesaggio.

### Simboli
Lo stemma e il gonfalone sono stati concessi con DPR del 3 febbraio 1971.
Lo stemma del comune è composto da tre croci di Malta sovrapposte concesse al marchese Ferdinando II dall'Ordine di San Giovanni nel 1610. Le croci sono blu e rosse in campo bianco. Lo stemma è attestato da lunga data e in alcune rappresentazioni lo scudo è sormontato dalla corona marchionale. Il gonfalone è un drappo partito di bianco e di azzurro.

## Monumenti e luoghi d'interesse

### Architetture religiose
Chiesa parrocchiale di San Zenone
La chiesa di Rolo è un palinsesto di stili. La pianta del luogo di culto è chiaramente quattrocentesca. Al XVI secolo è risalente l'altare della navata destra oggi dedicato alla Madonna del Rosario, mentre degli stucchi sei-settecenteschi decorano quello del Sacro Cuore a sinistra. La ricostruzione settecentesca aggiunse un altare maggiore di marmi policromi, una sacrestia monumentale e dei confessionali interamente costruiti dai mastri intarsiatori rolesi, e panche lignee. Nel 1800 si ricostruirono le due cappelle laterali. Della seconda metà del '900 sono le vetrate e il rosone nel quale è riprodotto lo scomparso castello dei Sessi. Recenti lavori di restauro e ristrutturazione hanno permesso di verificare l'esistenza di un cortile recintato da un muretto in mattoni nell'area oggi adibita a sagrato della chiesa, che ospitava l'antico cimitero.

### Architetture civili
L'edificio che ospita il comune risale al XVI secolo ed era di proprietà del convento francescano di Carpi, poi ceduto dai frati alla Comunitas Roli, il consiglio dei capifamiglia locali, e da allora ha sempre ospitato il governo del paese. L'attuale costruzione ha subito una ristrutturazione ottocentesca, ma sono ancora visibili alcune tracce più antiche, soprattutto nella chiesetta di San Francesco Saverio adiacente all'edificio, restata sempre di proprietà della Comunità. Nei secoli XVIII e XIX è stata affidata per il culto alla Congregazione del SS. Sacramento, una confraternita di laici i cui membri rappresentavano le più influenti famiglie del paese, attiva sino alla prima guerra mondiale. Danneggiata dal terremoto del 2008 è stata restaurata appena prima del sisma del 2012
La torre civica risale al 1640, ed è stata rialzata nel 1750 per ospitare le campane e in seguito alla demolizione della torre del castello nel 1792, anche l'orologio pubblico. I restauri dopo il sisma del 2012 hanno permesso di rimettere a vista l'impianto antico e di restaurare la scala in cotto settecentesca. Al primo piano, nella stanza che ospitava il macchinario dell'orologio, sono esposti materiali relativi ai vecchi impianti ed ornamenti della torre e l'orologio del 1928.

## Società

### Evoluzione demografica
Abitanti censiti

### Etnie e minoranze straniere
Al 31 dicembre 2017 gli stranieri residenti a Rolo sono 693, pari al 17% della popolazione comunale. Le nazionalità più numerose sono:
- Pakistan: 260
- Cina: 129
- India: 99
- Marocco: 40
- Romania: 35

## Cultura

### Musei

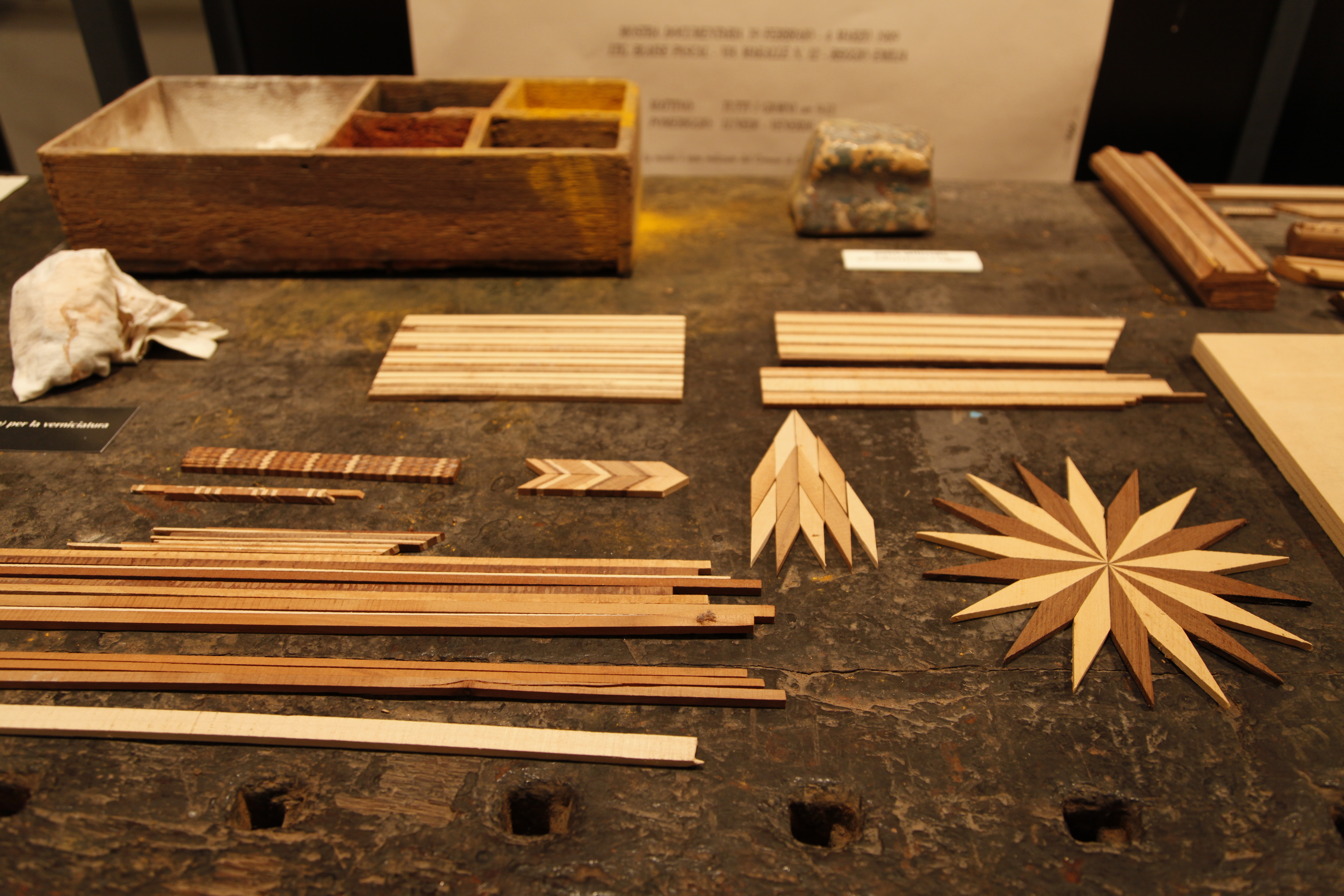
Dettaglio interno del Museo della tarsia di Rolo

Il Museo della tarsia di Rolo, fondato nel 1994 insieme al Centro di documentazione e ricerca, è ospitato nel municipio. Il museo basa la propria identità culturale ed espositiva sullo studio dell’ebanisteria e delle tecniche decorative dell’intarsio ligneo. L’attenzione è focalizzata sugli ebanisti locali, ma non vengono trascurati i necessari confronti con altre aree di produzione.
Se numerose sono in Italia le collezioni pubbliche e private di mobili e arredi lignei, rarissimi sono invece i musei che propongono, come fa quello di Rolo, un percorso scientifico e didattico che va dalla materia prima al mobile finito e documenta, nel campo della tarsia lignea, la vicenda di un polo artigianale che in alcuni momenti è arrivato ad occupare centinaia di addetti.
Il Museo della tarsia di Rolo ha progettato un itinerario espositivo che rivolge attenzione ai seguenti temi: i materiali utilizzati nella realizzazione degli arredi, le tecniche di fabbricazione e decorazione, gli attrezzi e le piccole macchine in uso nelle botteghe, le tipologie dei mobili, i motivi decorativi, i modelli e le influenze culturali, i rapporti con altre aree di produzione, le vicende storiche della tarsia rolese, il contesto territoriale in cui è nata questa manifattura artistica, i suoi aspetti imprenditoriali, economici e sociali, gli spazi della produzione, l’organizzazione del lavoro nelle botteghe, i profili di alcuni ebanisti locali, la committenza, la commercializzazione dei prodotti e i mercati di vendita, il lessico specifico usato nell’ambiente degli ebanisti rolesi.
Al suo interno si trovano "rolini" antichi (XVII-XIX secc.) e un percorso didattico sulle antiche tecniche dell'intarsio rolese,

### Cucina
Data la presenza di un terreno molto paludoso, fin dal 1800 la campagna tra Rolo e Carpi è stata coltivata a riso. Sono ancora in commercio delle qualità di riso denominate di qualità "Rolo", ma non vengono più prodotte qui. Una riseria artigianale è stata in funzione sino al 2012 in paese, producendo vari tipi di riso con metodi risalenti agli inizi del Novecento e macchinari d'epoca, ma la morte dell'unico proprietario ha condotto alla chiusura dell'attività.
A Rolo si produce ancora tuttavia una buona Torta di riso e per alcuni anni si è tenuta una "Festa del Riso" con specialità gastronomiche emiliane e mantovane.
Per il resto la cucina è quella tipica reggiana, con le sue specialità: cappelletti in brodo, tortelli verdi e di zucca, arrosti, erbazzone o scarpasòt, cotechino e zampone, zuppa inglese e ciambella (Buslàn).
Importante nell'economia locale è la Cantina Sociale di Rolo, produttrice di Lambrusco Reggiano DOC ed altri vini tipici locali IGT.
Rinomato il formaggio Parmigiano-Reggiano della locale Latteria Tullia.

## Economia

### Produzione di tavoli intarsiati
Da ricordare nell'artigianato locale, la creazione di tavolini intarsiati chiamati Rolini. Queste piccole opere d'arte sono una tradizione rolese fin dal 1600, alcuni esemplari sono tuttora visibili nei palazzi ducali di Modena, Ferrara e nella reggia di Versailles. L'ebanisteria rolese raggiunse il massimo splendore nel XVIII secolo, epoca alla quale risale anche la Sagrestia del Duomo di Reggio Emilia. Un tavolo rolino appartiene alla famiglia dei discendenti di Giacomo Leopardi ed è tuttora esposto nella biblioteca del palazzo di Recanati.
Oltre ai tavoli vennero prodotti anche trumeaux, armadi, cassettiere e consolles.
La peculiarità di questi mobili è la completa assenza di chiodi e l'utilizzo di alberi di foresta planiziale emiliano-romagnola (la farnia, il frassino, il carpino, ecc.).
I disegni più caratteristici realizzati ad intarsio rappresentano san Giorgio che uccide il drago, scacchiere, racemi floreali tra i quali è caratteristico il salice.

### Produzione di scale
La tradizione locale dell'intarsio si è evoluta nell'ambito industriale portandosi alla produzione di scale di altissima qualità.

## Infrastrutture e trasporti

### Strade
Il territorio comunale è attraversato dalla strada provinciale 4 che, in direzione sud, conduce a Fabbrico e a Campagnola Emilia, mentre in direzione est porta al confine con il modenese e a Novi. Sempre da Rolo diparte la strada provinciale 46 che, passando per Cà de Frati, porta a Rio Saliceto.
Il comune è raggiungibile direttamente tramite autostrada (il tracciato dell'autostrada A22 del Brennero attraversa in direzione nord-sud il territorio rolese); il casello più vicino, a soli 3 km, è quello di Reggiolo-Rolo.

### Ferrovie
Rolo è dotata di una propria stazione ferroviaria lungo la linea Verona-Mantova-Modena nel tratto locale compreso tra Mantova e Modena.

## Amministrazione
Di seguito è presentata una tabella relativa alle amministrazioni che si sono succedute in questo comune dal 1985.
| Periodo        | Periodo        | Primo cittadino     | Partito                                 | Carica  | Note   |
| -------------- | -------------- | ------------------- | --------------------------------------- | ------- | ------ |
| 6 giugno 1985  | 14 giugno 2004 | Fabrizio Allegretti | PCI, PDS, centro-sinistra               | Sindaco | [ 17 ] |
| 14 giugno 2004 | 25 maggio 2014 | Vanna Scaltriti     | lista civica di centro-sinistra         | Sindaco | [ 17 ] |
| 25 maggio 2014 | 27 maggio 2019 | Fabrizio Allegretti | lista civica Per Rolo (centro-sinistra) | Sindaco | [ 17 ] |
| 27 maggio 2019 | 9 giugno 2024  | Luca Nasi           | lista civica Per Rolo (centro-sinistra) | Sindaco | [ 17 ] |
| 9 giugno 2024  | in carica      | Ruggero Baraldi     | lista civica Per Rolo (centro-sinistra) | Sindaco | [ 17 ] |

## Sport

### Calcio
La principale squadra di calcio della città è l'A.C. Rolo A.S.D. che milita nel girone A dell'Eccellenza Emilia-Romagna. È nata nel 1926. Nella stagione 2012-2013 ha vinto una Coppa Italia Eccellenza Emilia-Romagna.